# 쉬니게 플라테
쉬니게 플라테(Schynige Platte) 스위스 베르너 오버란트의 작은 산등성이이자 전망대이며 슈바르츠호른 그룹에 속한다. 산맥은 구미호른(2,099m), 투바(2,076m), 전망대 옆에 가장 가까운 가이스(2,067m) 등 3개의 봉우리로 이루어져 있다. 전망대는 브리엔츠 호수에서 슈바르츠 뤼치네 계곡을 구분하는 슈바르츠호른 그룹의 눈에 띄는 능선 서쪽 끝에 약 2,000m의 고도에 있다.

## 개요
쉬니게 플라테는 1893년 이래로 호텔과 스위스에서 가장 높은 산악 철도로 유명하다. 좋은 기상 조건에서는 아이거, 묀히, 융프라우 및 기타 베른 알프스의 거인을 포함하여 주변의 많은 산을 볼 수 있다. 또한 인터라켄 마을과 툰 호수와 브리엔츠 호수가 북쪽 1,500m 아래로 보인다.
이 지역은 인터라켄에서 출발하는 베르너 오버란트 철도 열차와 연결되는 빌더스빌에서 출발하는 쉬니게 플라테 철도를 통해 접근할 수 있다. 철도는 가이스 정상의 남쪽 경사면에 있는 종점역에서 1,967m의 높이에 이른다. 역의 남서쪽에는 1,983m 높이에 호텔과 산 레스토랑이 있다. 쉬니게 플라테역의 북동쪽에는 스위스의 고산 식물을 전시하고 연구하는 쉬니게 플라테 고산식물원이 있다.
여러 개의 짧은 루프 트레일이 기차역에서 북쪽으로 연장되어 서로 1km 이내에 있는 여러 전망 지점에 도달한다. 역과 호텔 바로 위에 있고 라우터브루넨과 그린델발트 계곡이 내려다보이는 곳에 가이스 정상(2,067m)이 있다. 더 북쪽으로 인터라켄과 두 개의 큰 호수가 내려다 보이는 투바(2,076m)와 오버베르크호른(2,069m) 정상이 있다. 다우베와 가이스 정상 사이에 있는 쉬니게플라테 지역에서 가장 높은 정상인 구미호른(2,099m)은 보행자가 접근할 수 없다. 쉬니게 플라테는 인기 있는 하이킹 코스의 출발점이기도 하다. 로체호른, 파울호른 또는 피르스트는 곤돌라 리프트로 그린델발트와 연결된다.
행정 구역상으로는 귄드리슈반트와 귄드리그빌레르, 뵈니겐 지자체 사이의 3개 지방자치 단체가 투바 정상에서 만나는 삼각지대를 공유한다. 모든 지자체는 베른주에 속해 있다.